# Anatolij Ždanovič
Anatolij Vikotrovič Ždanovič (in russo Анатолий Викторович Жданович?; Novosibirsk, 23 dicembre 1961) è un allenatore di biathlon ed ex biatleta russo. Fino alla dissoluzione dell'Unione Sovietica (1991) ha gareggiato per la nazionale sovietica; ai Campionati mondiali di biathlon 1992 fece parte della Squadra Unificata.

## Biografia

### Carriera da atleta
In Coppa del Mondo ottenne l'unico podio, nonché primo risultato di rilievo il 15 gennaio 1987 ad Anterselva (3°).
In carriera prese parte a tre edizioni dei Campionati mondiali, vincendo tre medaglie.

### Carriera da allenatore
Dopo il ritiro divenne responsabile della scuola di biathlon Lokomotiv, squadra giovanile di Novosibirsk.

## Palmarès

### Mondiali
- 3 medaglie:
  - 1 oro (gara a squadre a Novosibirsk 1992)
  - 2 bronzi (individuale[3] a Minsk/Oslo/Kontiolahti 1990; gara a squadre a Lahti 1991)

### Coppa del Mondo
- 1 podio (individuale[1]), oltre a quello ottenuto in sede iridata e valido anche ai fini della Coppa del Mondo:
  - 1 terzo posto